# Evert Dolman
Evert Dolman   (Rotterdam, 22 de febrer de 1946 - Dordrecht, 12 de maig de 1993) va ser un ciclista neerlandès que fou professional entre 1967 i 1973.
Els seus èxits esportius més importants els aconseguí com a ciclista amateur, en guanyar la medalla d'or als Jocs Olímpics de Tòquio 1964 en la contrarellotge per equips, formant equip amb Gerben Karstens, Jan Pieterse, i Bart Zoet; i el Campionat del món en ruta amateur, el 1966.
Ja com a professional es proclamà campió dels Països Baixos en ruta el 1967 i 1968, però en la primera ocasió fou desposseït del títol per dopatge. També guanyà el Tour de Flandes de 1971

## Palmarès
Palmarès d´Evert Dolman.
- 1964
  -  Medalla d'or als Jocs Olímpics de Tòquio, formant equip amb Gerben Karstens, Jan Pieterse i Bart Zoet
  -  Campió de ciclisme en ruta dels Països Baixos amateur
- 1965
  -  Campió de ciclisme en ruta dels Països Baixos amateur
  - 1r a la Volta a Holanda del Nord
  - 1r a la Volta a Limburg
- 1966
  -  Campió del món en ruta amateur
  - 1r a la Volta a la província de Namur i vencedor d'una etapa
- 1967
  - Vencedor d'una etapa a la Volta a Espanya
- 1968
  -  Campió dels Països Baixos en ruta
  - 1r a Goirle
  - 1r a Ulestraten
- 1969
  - 1r a Mijl van Mares
  - 1r a Mònaco
  - Vencedor d'una etapa de la Volta a Luxemburg
- 1970
  - 1r a Kortenhoef
  - Vencedor d'una etapa a la Volta a Andalusia
- 1971
  - 1r del Tour de Flandes

### Resultats a la Volta a Espanya
- 1967. 54è de la classificació general. Vencedor d'una etapa
- 1969. 30è de la classificació general
- 1971. 36è de la classificació general

### Resultats al Tour de França
- 1968. 56è de la classificació general
- 1969. 49è de la classificació general
- 1970. 32è de la classificació general
- 1972. 83è de la classificació general